# ناشكي (غوهران)
ناشکي (بالفارسية: ناشکی) هي قرية تقع في إيران في Gowharan Rural District. يقدر عدد سكانها بـ 134 نسمة بحسب إحصاء 2016.